# Fuerzas policiales de Rusia

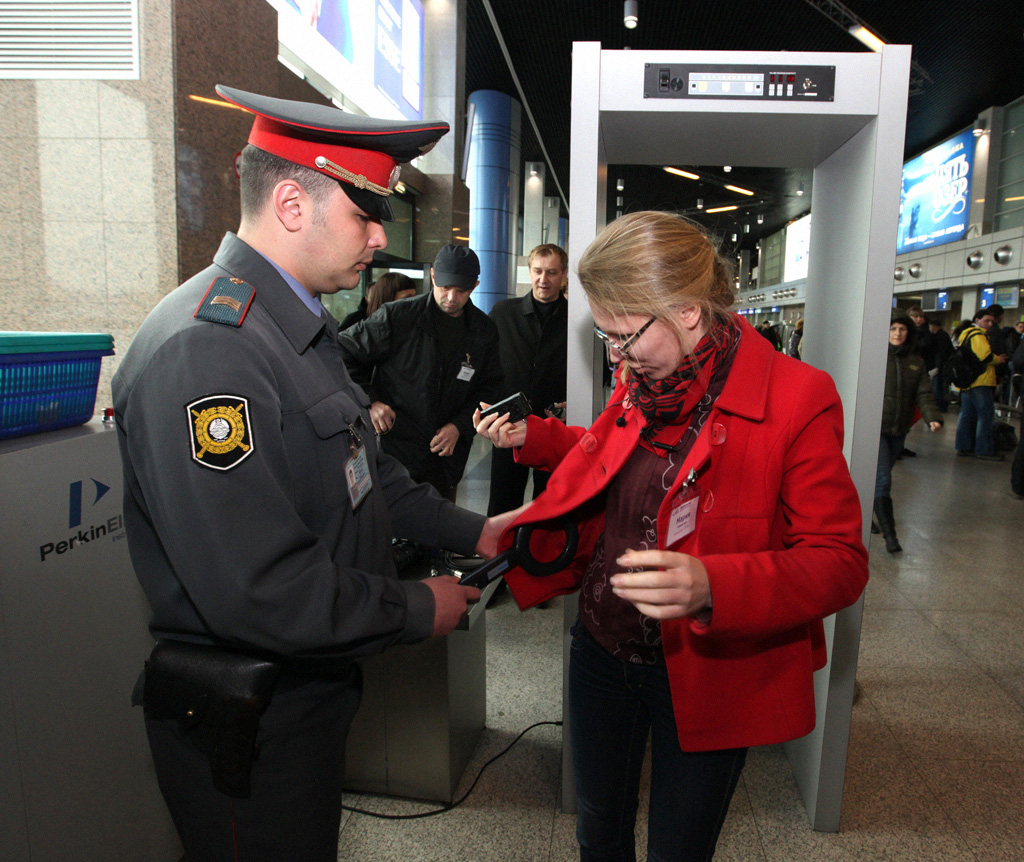
Un oficial de policía hace revisión de un pasajero en el aeropuerto internacional de Vladivostok.

Las Fuerzas policiales en Rusia son la responsabilidad de una variedad de diferentes organismos. La policía rusa (antigua militsiya) Ministerio del Interior son la agencia del orden público primario. Las cárceles en Rusia son administradas por el Servicio Penitenciario Federal (FSIN). Es aparte de las Fuerzas Militares.

## Agencias
- Ministerio del Interior:
  - La Policía de Rusia (politsiya). Otrora la militsiya.
- La Comité de Instrucción de Rusia (SKR) es un organismo de instrucción, a veces descrita como la "FBI rusa".
- Ministerio de Justicia:
  - Servicio Penitenciario Federal (FSIN) es responsable de la corrección penal y el sistema penitenciario de Rusia
- El Servicio Federal de Seguridad (FSB) es el servicio de seguridad interna, y la agencia principal sucesor de la era soviética Cheka, NKVD, y la KGB. Responsable de Operaciones Anti-Terroristas.
  - El Servicio Federal de Guardia de Fronteras está subordinada a la FSB y responsable de la protección de fronteras y su vigilancia.
- El Servicio Federal de Migración es responsable de la inmigración.
- Servicio Federal de Aduanas
- El Ministerio de la Defensa Civil, Emergencias y Eliminación de las Consecuencias de los Desastres Naturales (EMERCOM) es responsable de la regulación civil de la defensa, protección contra el fuego y tiene tropas propias.[1]
- Ministerio de Defensa
  - Policía militar de Rusia
- Presidente de Rusia
  - Guardia Nacional de Rusia
  - Servicio de Inteligencia Extranjera (SVR) Es el servicio de inteligencia exterior ruso.
  - FSKN - Servicio Federal Ruso de Fiscalización de Estupefacientes ("Narco-Police"). Homólogo ruso de la DEA
  - El Servicio Federal de Protección (FSO) es responsable de la protección de la propiedad estatal de Rusia y altos funcionarios gubernamentales, entre ellos el Presidente de Rusia.
    - Servicio de Seguridad Presidencial (SBP) que se ocupen de las tareas relacionadas con la protección del presidente de Rusia.

## Prisiones
Las prisiones en Rusia son administrados por el Servicio Penitenciario Federal (FSIN) y se pueden clasificar en cuatro tipos de instalaciones: prisión preventiva, las colonias de trabajo educativas o juveniles, colonias de trabajo correccional, y las prisiones.